# جایزه بزرگ بحرین ۲۰۲۴
جایزه بزرگ بحرین ۲۰۲۴ (به‌طور رسمی به عنوان جایزه بزرگ فرمول ۱ خلیج ایر بحرین ۲۰۲۴ شناخته می‌شود) یک مسابقه اتومبیلرانی فرمول یک بود که در ۲ مارس ۲۰۲۴ در پیست بین‌المللی بحرین در صخیر، بحرین برگزار شد. این مسابقه دور افتتاحیه مسابقات فرمول یک فصل ۲۰۲۴ بود.
ماکس فرستاپن از تیم مسابقه رد بول پس از گرفتن پول پوزیشن در تعیین خط، تمامی دورهای مسابقه پیشتاز بود، در مسابقه پیروز شد و سریع‌ترین دور را نیز به ثبت رساند تا پنجمین گرند اسلم حرفه‌ای خود را رقم بزند. هم تیمی او سرجیو پرز در رده دوم قرار گرفت و کارلوس ساینز جونیور از فراری پس از او در رده سوم قرار گرفت.

## پیش زمینه
این رویداد از ۲۹ فوریه تا ۲ مارس در کشور بحرین برگزار شد. این مسابقه دور افتتاحیه مسابقات فرمول یک فصل ۲۰۲۴ و بیستمین دوره مسابقات جایزه بزرگ بحرین بود. این مسابقه همچنین بیستمین سالگرد اولین جایزه بزرگ بحرین بود که در سال ۲۰۰۴ برگزار شد.
جایزه بزرگ در ساعت ۱۸:۰۰ به وقت محلی (یوتی‌سی ۳:۰۰+) در روز شنبه، ۲ مارس ۲۰۲۴ آغاز شد و اولین مسابقه مسابقات قهرمانی فرمول یک قهرمانی جهان در فصل افتتاحیه بود که (از زمان جایزه بزرگ آفریقای جنوبی ۱۹۸۲)، در یک شنبه آغاز می‌شد. این رویداد روز شنبه برای رعایت مقرراتی برگزار شد که حداقل یک هفته بین گرندپری نیاز دارد، زیرا گرندپری بعدی در عربستان سعودی قرار بود در ۹ مارس برگزار شود. مسابقات جایزه بزرگ عربستان سعودی از روز یکشنبه یک روز به جلو کشیده شد تا از همزمانی با شروع ماه رمضان جلوگیری شود که انتظار می‌رفت در ۱۰ مارس آغاز شود.

### شرکت کنندگان
رانندگان و تیم‌ها مانند لیست ورودی فصل بودند و هیچ راننده دیگری برای مسابقه وجود نداشت.

### انتخاب تایر
تأمین کننده تایر پیرلی ترکیبات تایرهای C1، C2 و C3 (سه سخت‌ترین در محدوده خود) را که به ترتیب سخت، متوسط و نرم برای استفاده تیم‌ها برای در این رویداد تعیین شده است، آورده است.

### تمرین
سه جلسه تمرین برای این رویداد برگزار شد. اولین جلسه تمرین در ۲۹ فوریه ۲۰۲۴، ساعت ۱۴:۳۰ به وقت محلی برگزار شد و دنیل ریکاردو از تیم آربی پیش از لاندو نوریس و اسکار پیاستری، هر دو از مکلارن، در صدر قرار گرفت. دومین جلسه تمرین آزاد در همان روز در ساعت ۱۸:۰۰ به وقت محلی برگزار شد و لوئیس همیلتون بالاتر از جورج راسل پشت سر راننده تیم استون مارتین فرناندو آلونسو که در پیشتاز بود قرار گرفتند. سومین جلسه تمرین آزاد در ۱ مارس ۲۰۲۴ در ساعت ۱۵:۳۰ به وقت محلی برگزار شد و کارلوس ساینز جونیور از فراری پیش از فرناندو آلونسو از استون مارتین و مکس ورشتاپن از ردبول ریسینگ پیشتاز این جلسه تمرینی بود.

## تعیین خط
جلسه تعیین خط در ۱ مارس ۲۰۲۴، در ساعت ۱۹:۰۰ به وقت محلی برگزار شد.

### نتیجه نهایی تعیین خط
| رده.                 | شماره. | راننده              | سازنده                       | زمان ثبت شده | زمان ثبت شده | زمان ثبت شده | رده شروع |
| رده.                 | شماره. | راننده              | سازنده                       | م۱           | م۲           | م۳           | رده شروع |
| -------------------- | ------ | ------------------- | ---------------------------- | ------------ | ------------ | ------------ | -------- |
| 1                    | 1      | ماکس فرستاپن        | ردبول-هوندا                  | ۱:۳۰٫۰۳۱     | ۱:۲۹٫۳۷۴     | ۱:۲۹٫۱۷۹     | 1        |
| 2                    | 16     | شارل لکلرک          | فراری                        | ۱:۳۰٫۲۴۳     | ۱:۲۹٫۱۶۵     | ۱:۲۹٫۴۰۷     | 2        |
| 3                    | 63     | جورج راسل           | مرسدس                        | ۱:۳۰٫۳۵۰     | ۱:۲۹٫۹۲۲     | ۱:۲۹٫۴۸۵     | 3        |
| 4                    | 55     | کارلوس ساینز جونیور | فراری                        | ۱:۲۹٫۹۰۹     | ۱:۲۹٫۵۷۳     | ۱:۲۹٫۵۰۷     | 4        |
| 5                    | 11     | سرجیو پرز           | ردبول-هوندا                  | ۱:۳۰٫۲۲۱     | ۱:۲۹٫۹۳۲     | ۱:۲۹٫۵۳۷     | 5        |
| 6                    | 14     | فرناندو آلونسو      | Aston Martin Aramco-Mercedes | ۱:۳۰٫۱۷۹     | ۱:۲۹٫۸۰۱     | ۱:۲۹٫۵۴۲     | 6        |
| 7                    | 4      | لاندو نوریس         | مک‌لارن-مرسدس                 | ۱:۳۰٫۱۴۳     | ۱:۲۹٫۹۴۱     | ۱:۲۹٫۶۱۴     | 7        |
| 8                    | 81     | اسکار پیاستری       | مک‌لارن-مرسدس                 | ۱:۳۰٫۵۳۱     | ۱:۳۰٫۱۲۲     | ۱:۲۹٫۶۸۳     | 8        |
| 9                    | 44     | لوییس همیلتون       | مرسدس                        | ۱:۳۰٫۴۵۱     | ۱:۲۹٫۷۱۸     | ۱:۲۹٫۷۱۰     | 9        |
| 10                   | 27     | نیکو هولکنبرگ       | هاس-فراری                    | ۱:۳۰٫۵۶۶     | ۱:۲۹٫۸۵۱     | ۱:۳۰٫۵۰۲     | 10       |
| 11                   | 22     | یوکی سونودا         | RB-هوندا                     | ۱:۳۰٫۴۸۱     | ۱:۳۰٫۱۲۹     | بدون زمان    | 11       |
| 12                   | 18     | لانس استرول         | استون مارتین آرامکو-مرسدس    | ۱:۲۹٫۹۶۵     | ۱:۳۰٫۲۰۰     | بدون زمان    | 12       |
| 13                   | 23     | الکساندر آلبون      | ویلیامز-مرسدس                | ۱:۳۰٫۳۹۷     | ۱:۳۰٫۲۲۱     | بدون زمان    | 13       |
| 14                   | 3      | دنیل ریکاردو        | RB-هوندا                     | ۱:۳۰٫۵۶۲     | ۱:۳۰٫۲۷۸     | بدون زمان    | 14       |
| 15                   | 20     | کوین مگنوسن         | هاس-فراری                    | ۱:۳۰٫۶۴۶     | ۱:۳۰٫۵۲۹     | بدون زمان    | 15       |
| 16                   | 77     | والتری بوتاس        | کیک سائوبر-فراری             | ۱:۳۰٫۷۵۶     | بدون زمان    | بدون زمان    | 16       |
| 17                   | 24     | گوانیو ژو           | کیک سائوبر-فراری             | ۱:۳۰٫۷۵۷     | بدون زمان    | بدون زمان    | 17       |
| 18                   | 2      | لوگان سارجنت        | ویلیامز-مرسدس                | ۱:۳۰٫۷۷۰     | بدون زمان    | بدون زمان    | 18       |
| 19                   | 31     | استابان اوکون       | آلپاین-رنو                   | ۱:۳۰٫۷۹۳     | بدون زمان    | بدون زمان    | 19       |
| 20                   | 10     | پیر گاسلی           | آلپاین-رنو                   | ۱:۳۰٫۹۴۸     | بدون زمان    | بدون زمان    | 20       |
| قانون ۱۰۷٪: ۱:۳۶٫۲۰۲ |        |                     |                              |              |              |              |          |
| منبع:                |        |                     |                              |              |              |              |          |

## مسابقه
این مسابقه در ۲ مارس ۲۰۲۴ در ساعت ۱۸:۰۰ به وقت محلی (یوتی‌سی ۳:۰۰+) به طول ۵۷ دور برگزار شد.

### خلاصه مسابقه
ماکس فرستاپن پیش از هم تیمی خود سرجیو پرز و کارلوس ساینز جونیور در مسابقه به پیروزی رسید.